# Walnut Grove, Georgia
Walnut Grove är en kommun (town) i Walton County i Georgia. Vid 2010 års folkräkning hade Walnut Grove 1 330 invånare.

## Kända personer från Walnut Grove
- Barbecue Bob, bluesmusiker